# Puig Mayor
El Puig Mayor (en mallorquín Puig Major) es el punto más elevado de la isla española de Mallorca y todas las Baleares. Alcanza los 1445 metros de altitud y está situado en la sierra de Tramontana, en el municipio de Escorca.
Sus estribaciones montañosas secundarias son el Penyal des Migdia (apenas 50 metros inferior) y la Sierra de Na Rius, conteniendo parajes mallorquines tan alpinos como sa Coma Fosca y el Morro d'en Pelut.

## Función militar

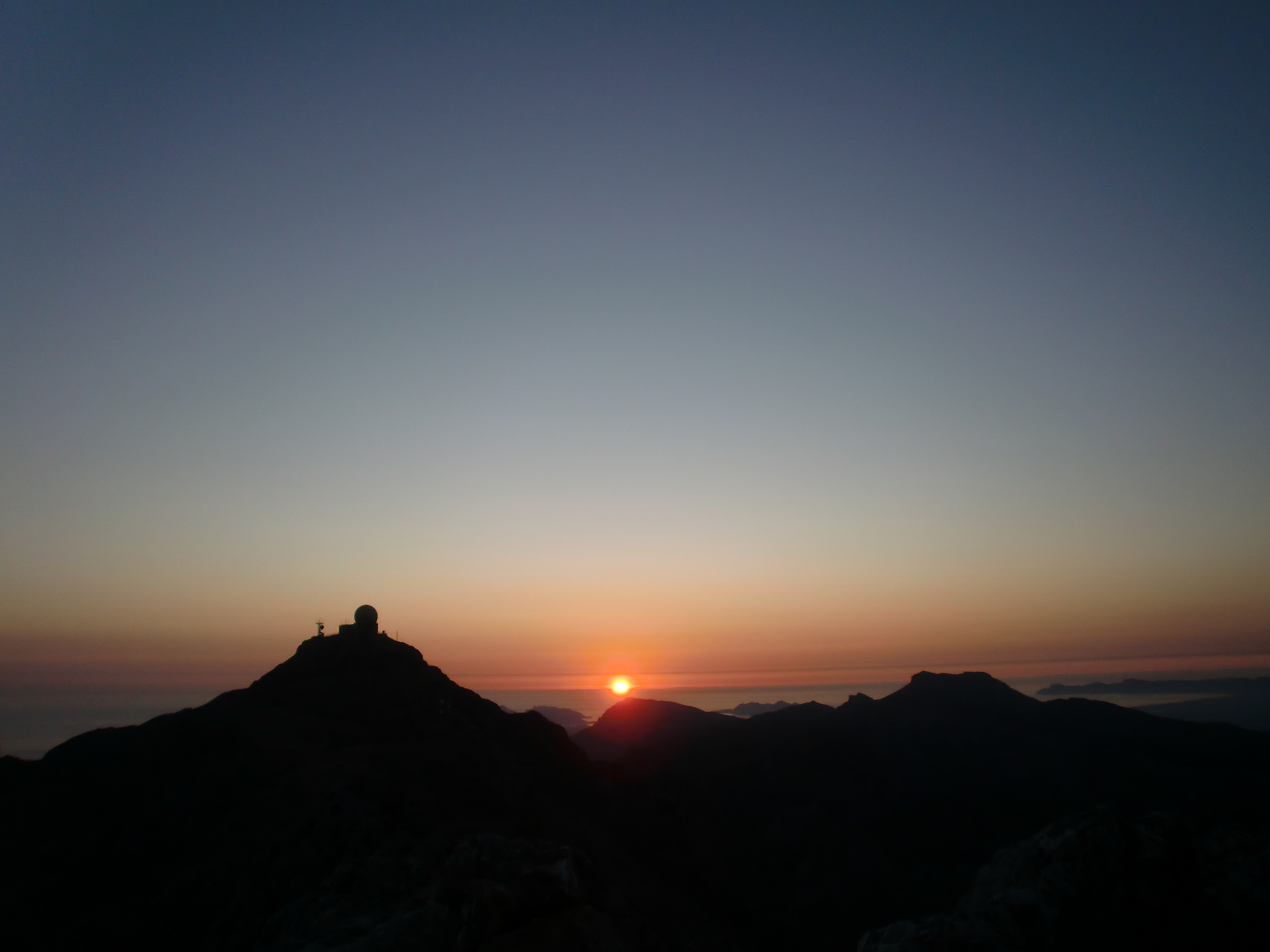
Amanecer en el Penyal des Migdia con vistas al Puig Mayor y las instalaciones del Ejército del Aire.

En su cima se halla actualmente una instalación militar, un radar, del Ejército del Aire. Como consecuencia de la Guerra Fría, el primer Convenio de Amistad, Defensa y Cooperación entre España y Estados Unidos, firmado en 1954, se pactó la instalación de un radar en la cima del Puig Mayor para control aéreo de la OTAN del Mediterráneo Occidental, comenzando las obras de la nueva carretera, acuartelamiento, embalse y estación radar en 1955. En diciembre de 1959 finalizaron y se restringió el acceso permanentemente desde entonces. En 2000 se modernizaron las instalaciones y se instaló un nuevo tipo de radar que permitió recientemente demoler algunas edificaciones e instalaciones obsoletas cerca de la cumbre. En la actualidad la base del Puig Mayor tiene una dependencia orgánico-operativa del Mando Aéreo de Combate. Acuartelamiento Aéreo Puig Mayor/Estación Vigilancia Aérea EVA-7. 
Su instalación supuso un impacto ambiental para la zona debido a las necesidades de truncar la cima para poder obtener una superficie plana, lo que supuso una pérdida de altura en torno a 9 metros.[cita requerida] La carretera de acceso a la cumbre, con un trazado muy agresivo (líneas rectas, sin adaptarse a los contornos del terreno) y sin ninguna prevención de impactos medioambientales ni paisajísticos destruyó la antigua senda de piedra que ascendía desde el coll de n'Arbona, muy utilizada por los naturales de Sóller. La acumulación de conos de derrubio o canchales, a consecuencia de estas obras han provocado grandes daños en las laderas de la cumbre, que son hábitat de numerosos endemismos vegetales.[cita requerida]
Al ser terrenos militares y de la familia Zayas, su acceso requiere la oportuna autorización militar por parte del Ejército del Aire cuyas instalaciones de acuartelamiento están también a los pies del Puig Mayor, muy cerca de Son Torrella.
Durante la segunda mitad del siglo XX permanecieron en la cima dos esferas protectoras naranjas que contenían todo el equipo de radares, y se hicieron populares entre los mallorquines con el nombre de "las Bolas" o "ses Bolles". En 2005 se construyó una sola esfera de mayor tamaño a consecuencia de un proceso de renovación tecnológica.

## Espacio natural
El espacio natural donde se ubica goza de los siguientes grados de protección:
- Espacio Natural Protegido: Declarado Paraje Natural en 2007 y Patrimonio de la Humanidad por la Unesco en 2011
- Red Natura 2000: ES5310027 “Cimas de la Sierra”. Lugar de Interés Comunitario (LIC). Zona de Especial Protección para las Aves (ZEPA).
- AANP: Área Natural de especial interés de Alto Nivel de Protección.

El espacio natural comprende ecosistemas desde los 800 hasta los 1436 metros, con grandes desplomes verticales. Típica vegetación culminar baleárica endémica que aparece a partir de los 900/1000 metros en la Sierra de Tramontana. 
Vegetación con formas redondeadas y espinosas para protección frente al viento y la pérdida de humedad. Pequeñas zonas forestal-arbustivas en la cota más baja. Se encuentran un total de 34 taxones de flora vascular protegida y/o amenazada, que otorgan a este macizo un especial valor botánico. El estado de conservación de estas especies es desigual (para muchas de ellas es la única localización conocida en el mundo o en las Baleares) y están sufriendo una serie de amenazas que en muchos casos les son comunes. Plantas endémicas adaptadas a enraizar en grietas, con poca tierra, poca agua, fuertes vientos y gran insolación, frío, cambios extremos de temperatura e incluso precipitaciones de nieve. El carrizo ocupa extensas áreas favorecido por el pastoreo de cabras asilvestradas y los incendios. 
El buitre negro y el águila pescadora emplean la zona como área de alimentación.